# Nutticha Namwong
Nutticha Namwong (tiếng Thái: ณัฐธิชา นามวงษ์ 5 tháng 9 năm 1996 -) Cũng được biết đến như là Kaykai slider (tiếng Thái: เก๋ไก๋ สไลเดอร์) Là một Youtuber nữ Thái Lan. Kênh của cô có tổng cộng 16 triệu người đăng ký.

## Tiểu sử
Cô sinh ngày 5 tháng 9 năm 1996 Huyện bang khen, Băng Cốc, Thái Lan. Tốt nghiệp trung học từ Trường học Ritthiya Wannalai. Và học tại Khoa nghệ thuật giao tiếp Trường đại học Băng Côc.

## Sự nghiệp
Cô bắt đầu là một nữ Youtuber khi cô học lớp 2. Bắt đầu từ cover nhạc Tải lên vào cô ấy kênh youtube. Sau đó, cô trở nên nổi tiếng từ phong cách video "Plod Nee Hai Khun Mae" (ปลดหนี้ให้คุณแม่, Nợ mẹ trả hết). Kể từ đó, Làm cho hầu hết mọi người biết Youtuber nhiều hơn. Khiến kênh của cô có hơn 16 triệu người theo dõi trên Youtube tính đến tháng 10 năm 2022
Cô đã đóng vai chính trong loạt phim Hormones the Series (Tuổi nổi loạn) với vai nhân vật Jah.